# Lukaskirche (Bonn)

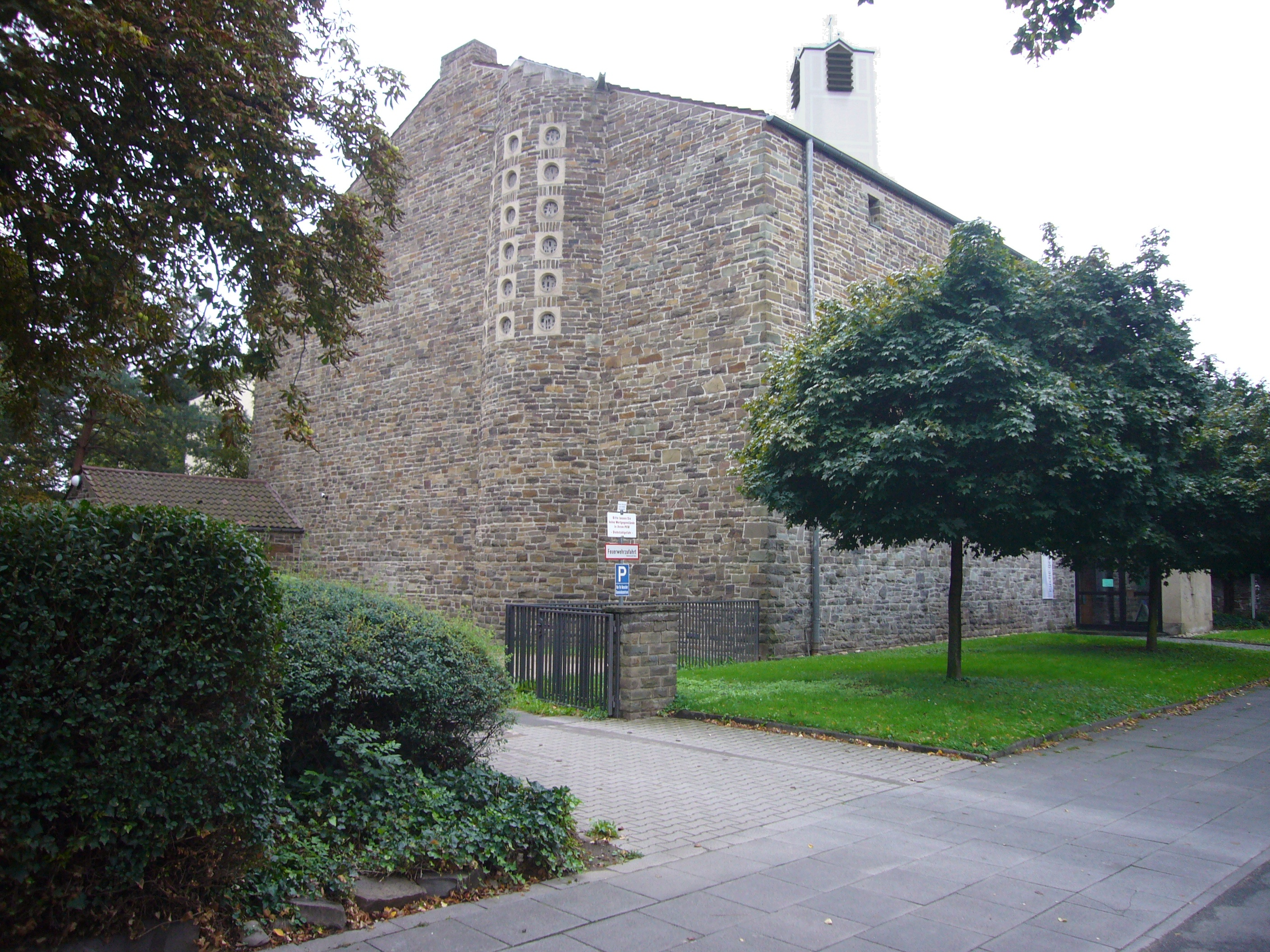
Die Nordseite des Kirchenschiffs (2011)

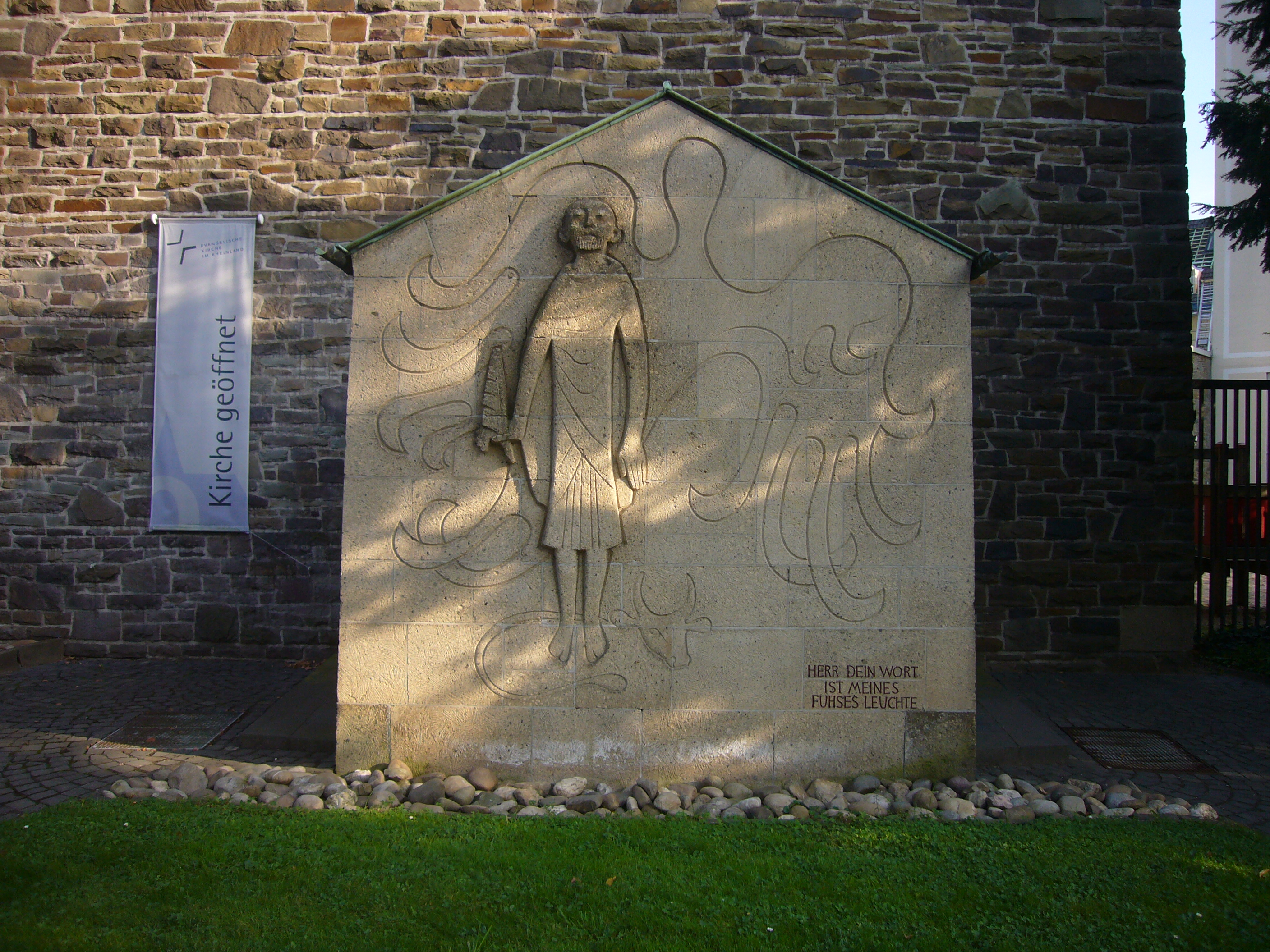
Relief an der Stirnseite des Kirchenzugangs am Kaiser-Karl-Ring (2011)

Die Lukaskirche der evangelischen Lukaskirchengemeinde im Bonner Stadtteil Bonn-Castell wurde nach dem Zweiten Weltkrieg in Folge des Zuzugs protestantischer Bürger errichtet. Die am Kaiser-Karl-Ring 25 (Ecke Nordstraße) stehende Stadtkirche wurde im Jahr 2007 unter Denkmalschutz gestellt. Die Lukaskirchengemeinde gehört zum Kirchenkreis Bonn der Evangelischen Kirche im Rheinland.

## Geschichte
Erste Pläne für einen evangelischen Kirchenbau in dem Bonner Ortsteil gab es bereits Mitte der 1930er Jahre. Nach dem Krieg zogen vermehrt protestantische Flüchtlinge und protestantische Mitarbeiter der Bundesregierung in das bis dahin ganz überwiegend katholische Bonn. Bald war jeder fünfte Bonner evangelisch. Der Bedarf an evangelischen Kirchen und Gemeinden wuchs. Ab 1950 begannen in verschiedenen Teilen der Stadt evangelische Kirchbautätigkeiten.
In dem seit 2003 als Bonn-Castell benannten Ortsteil wurde 1956 zunächst ein evangelischer Kindergarten unter Leitung von Waltraud Hülle in Betrieb genommen. Die Lukaskirche wurde im Folgejahr gemeinsam mit dem Gemeindehaus nach Plänen von Heinrich Otto Vogel errichtet. Ein weiterer involvierter Architekt war der Bonner Hans Thon. Die Grundsteinlegung erfolgte 1957, die Einweihung fand am Vierten Adventssonntag des Jahres 1958 statt.
Der Kirchenbau ist typisch für die Kirchenarchitektur der 1950er/60er Jahre. Er nimmt Bezug auf die römische Geschichte des Stadtteils. Die quadratische Hallenkirche ist in Grauwacke ausgeführt. Die Kirchenfenster im Chor zeigen drei 80 cm große Engel; es handelt sich um ein Frühwerk von Johannes Schreiter. Die Orgel stammt von Klais. Der Turm, der rund 10 Meter entfernt von der Kirchenhalle steht und in das sich im Süden anschließende, auf unregelmäßigem Grundriss erbaute Gemeindehaus eingebunden ist, verfügt über eine Höhe von rund 35 Metern. An das Gemeindehaus schließt sich entlang der Nordstraße das als Kindertagesstätte sowie evangelisches Familienzentrum „Der kleine Lukas“ genutzte Gebäude an. Der Evangelist Lukas ist Namenspatron der Kirche; man nahm damals an, dass der Evangelist von Beruf Arzt war, was auf eine Verbindung zu den in der Nachbarschaft liegenden Rheinischen Kliniken deutet.
Der Gemeindechor der Lukaskirche tritt unter dem Namen „Auerberger Kantorei“ auf. Seit 1983 ist der Kirchenmusikdirektor Thomas Neuhoff Leiter dieses stadtbekannten Chors.

## Glocken
Das Geläut besteht aus drei Bronzeglocken, die 1969 von der Glockengießerei Mabilon in Saarburg gegossen wurden:
1. Große Glocke, DEIN NAME WERDE GEHEILIGT, 1.200 kg, Schlagton d′, sie wird zu Beerdigungen, am Karfreitag und am Buß- und Bettag sowie zusammen mit den beiden anderen Glocken an Sonn- und Festtagen – auch zu Vorabendgottesdiensten – sowie zu Trauungen geläutet
2. Mittlere Glocke, DEIN REICH KOMME, 690 kg, Schlagton f′, wird einzeln zum Vaterunser und zusammen mit der kleinen Glocke an Wochentagen sowie zum Vorläuten an Sonn- und Festtagen geläutet
3. Kleine Glocke, DEIN WILLE GESCHEHE, 465 kg, Schlagton g′, erklingt nur zusammen mit den anderen Glocken.[10]

Das Vorläuten erfolgt 30 Minuten, das Zusammenläuten 5 Minuten vor Gottesdienstbeginn. Die Läutedauer beträgt in der Regel fünf Minuten.